# 苦い涙 (映画)
『苦い涙』（にがいなみだ、Peter von Kant）は、2022年のフランスのコメディドラマ映画。
監督・脚本はフランソワ・オゾン、出演はドゥニ・メノーシェ、イザベル・アジャーニ、ハリル・ガルビアなど。
ドイツの映画監督ライナー・ヴェルナー・ファスビンダーの戯曲をファスビンダー自ら映画化した1972年の映画『ペトラ・フォン・カントの苦い涙』のリメイクだが、登場人物の性別を変え、主人公を映画監督に変更している。なお、ファスビンダーの戯曲のオゾンによる映画化は2000年の映画『焼け石に水』についで2度目である。
第72回ベルリン国際映画祭オープニング作品。

## ストーリー
1970年代の西ドイツ西部の都市ケルン。じきに40歳を迎えるピーター・フォン・カントは映画監督として成功を収めているが、恋人と別れて傷心の日々を過ごしている。助手のカールはピーターから下僕のように扱われながらも献身的に尽くしており、ピーターとカールは事務所を兼ねたアパルトマンで同居している。
ある日、3年ぶりに親友で有名女優のシドニーがやって来る。彼女が連れてきた若くてハンサムな北アフリカの俳優アミールに、一目で恋に落ちたピーターは彼を自分のアパルトマンに住まわせ、すぐに彼を新作映画の主役に起用する。しかし、アミールはピーターを嫉妬で狂わせ、2人は怒鳴り合いや残酷な権力争いを繰り返すようになる。結局、2人は限界に達し、アミールはピーターのもとを去って妻のもとへ帰ってしまう。
そしてピーターの40歳の誕生日、娘と母とシドニーがピーターの家を訪ねてくるが、アミールのことで口論となる。その夜、母と会話する中でピーターはアミールへの固執は愛ではなく所有欲であったと認め、それすらも終わりだと言う。直後、アミールから祝いの電話がかかってくるが、それはシドニーが同情心からかけさせたものだった。
前へ進もうとするピーターはカールにこれまでの態度を謝罪し、彼の話を聞きたいと告げるが、そんなピーターの顔にカールは唾を吐きかけ、沈黙のままアパルトマンを出ていく。ピーターは壁に映したアミールの映像を眺めながら、ひとり涙した。

## キャスト
- ピーター・フォン・カント: ドゥニ・メノーシェ - 著名な映画監督。
- シドニー・フォン・グラーゼナプ: イザベル・アジャーニ - 大女優でピーターの親友。
- アミール・ベンサレム: ハリル・ガルビア（フランス語版） - 北アフリカ出身の若手俳優。
- ローズマリー: ハンナ・シグラ - ピーターの母親。
- カール: ステファン・クレポン - ピーターの助手。
- ガブリエル（ガビ）: アマント・オーディアール - ピーターの娘。

## 製作
フランソワ・オゾン監督は『ペトラ・フォン・カントの苦い涙』を初めて観た時、これはライナー・ヴェルナー・ファスビンダーの自伝的な作品だと思い、その後、ファスビンダーの未亡人であるユリアーネ・ローレンツと話をした際に、ファスビンダーが俳優のギュンター・カウフマンとの恋がうまくいかないことに苦しんでいた経験が『ペトラ・フォン・カントの苦い涙』を生んだことを知り、自分で映画化するにあたって女性だった主人公を男性にして、職業をファッション・デザイナーから映画監督に変えた。また、主人公を映画監督に変更したことで、ファスビンダーだけでなく、オゾン自身をも反映している。
ファスビンダーをモデルにした主人公ピーターを演じたドゥニ・メノーシェは、ファスビンダーに外見を似せているとされる。
『ペトラ・フォン・カントの苦い涙』でカリンを演じたハンナ・シグラが本作ではピーターの母親役で出演しているが、彼女はファスビンダーの母親と知り合いであり、彼女によれば、ファスビンダーと母親の関係性はとても複雑だったとのことである。
リメイクにあたって悲劇を悲喜劇に変えた理由についてオゾン監督は「ファスビンダーの作り上げた不幸な恋愛劇の中にユーモアを見出したいと思っていました。」と語っている。

## 作品の評価
アロシネによれば、フランスの34のメディアによる評価の平均点は5点満点中3.6点である。
Rotten Tomatoesによれば、54件の評論のうち高評価は76%にあたる41件で、平均点は10点満点中6.8点、批評家の一致した見解は「『苦い涙』でフランソワ・オゾンはファスビンダーの傑作をもとに大胆な挑戦をしており、失敗しているよりも成功しているところの方が多い。」となっている。
Metacriticによれば、19件の評論のうち、高評価は8件、賛否混在は11件、低評価はなく、平均点は100点満点中63点となっている。
アメリカ合衆国の映画監督でアート映画愛好家として知られるジョン・ウォーターズは2022年のベストシネマの1位に選び、「圧倒的に最高の映画」と絶賛した。